# Erie (ancienne circonscription fédérale)
Pour les articles homonymes, voir Erie.
Erie fut une circonscription électorale fédérale de l'Ontario, représentée de 1979 à 1997. 
La circonscription d'Erie a été créée en 1976 à partir des circonscriptions de Lincoln et de Welland. Abolie en 1996, elle fut redistribuée parmi Erie—Lincoln, Niagara-Centre et Niagara Falls.

## Géographie
En 1996, la circonscription d'Erie—Lincoln comprenait:
- La municipalité régionale de Niagara
  - La cité de Port Colborne
  - Les villes de Fort Érié et de Pelham
  - Les cantons de Wainfleet et de West Lincoln

## Députés
| Législature                                                      | Années    | Député | Député       | Parti                     |
| ---------------------------------------------------------------- | --------- | ------ | ------------ | ------------------------- |
| Erie issue de Lincoln et Welland                                 |           |        |              |                           |
| 31e                                                              | 1979–1980 |        | Girve Fretz  | Progressiste-conservateur |
| 32e                                                              | 1980–1984 |        | Girve Fretz  | Progressiste-conservateur |
| 33e                                                              | 1984–1988 |        | Girve Fretz  | Progressiste-conservateur |
| 34e                                                              | 1988–1993 |        | Girve Fretz  | Progressiste-conservateur |
| 35e                                                              | 1993–1997 |        | John Maloney | Libéral                   |
| Redistribuée parmi Erie—Lincoln, Niagara-Centre et Niagara Falls |           |        |              |                           |